# Kōnosu
Kōnosu (japanisch 鴻巣市, -shi, dt. „Gänsenest“) ist eine Stadt im Zentrum der japanischen Präfektur Saitama.

## Geographie
Kōnosu liegt nördlich von Saitama und Kitamoto und südlich von Kumagaya.
Der Arakawa durchfließt die Stadt von Norden nach Süden. Kōnosu liegt auf der Ōmiya-Hochebene.

## Geschichte
Kōnosu war eine Poststation (宿場町 Shukuba-machi) der Nakasendō während der Edo-Zeit.
Kōnosu erhielt am 30. September 1954 mit der Eingemeindung des Dorfes Jōkō (常光村, -mura) im Landkreis Kitaadachi das Stadtrecht. In neuster Zeit entwickelte sich Kōnosu zu einer Satellitenstadt Tokios mit einer Reihe von Industrien.

## Sehenswürdigkeiten
- Kirschblüten-Fest
- Hina-ningyō-Museum.

## Verkehr
- Straße:
  - Nationalstraße 17, nach Tokio oder Niigata
  - Nakasendō
- Zug:
  - JR Takasaki-Linie, Bahnhof Kōnosu, Kita-Kōnosu und Fukiage nach Ueno oder Takasaki

## Söhne und Töchter der Stadt
- Shōta Kikuchi (* 1993), Fußballspieler
- Kazue Kineri (* 1973), Skeletonpilotin
- Naomichi Marufuji (* 1979), Wrestler

## Angrenzende Städte und Gemeinden
- Gyōda
- Kumagaya
- Kitamoto
- Okegawa
- Yoshimi
- Kazo
- Kuki

## Städtepartnerschaften
- Kaneyama, Japan, seit 2006

## Weblinks

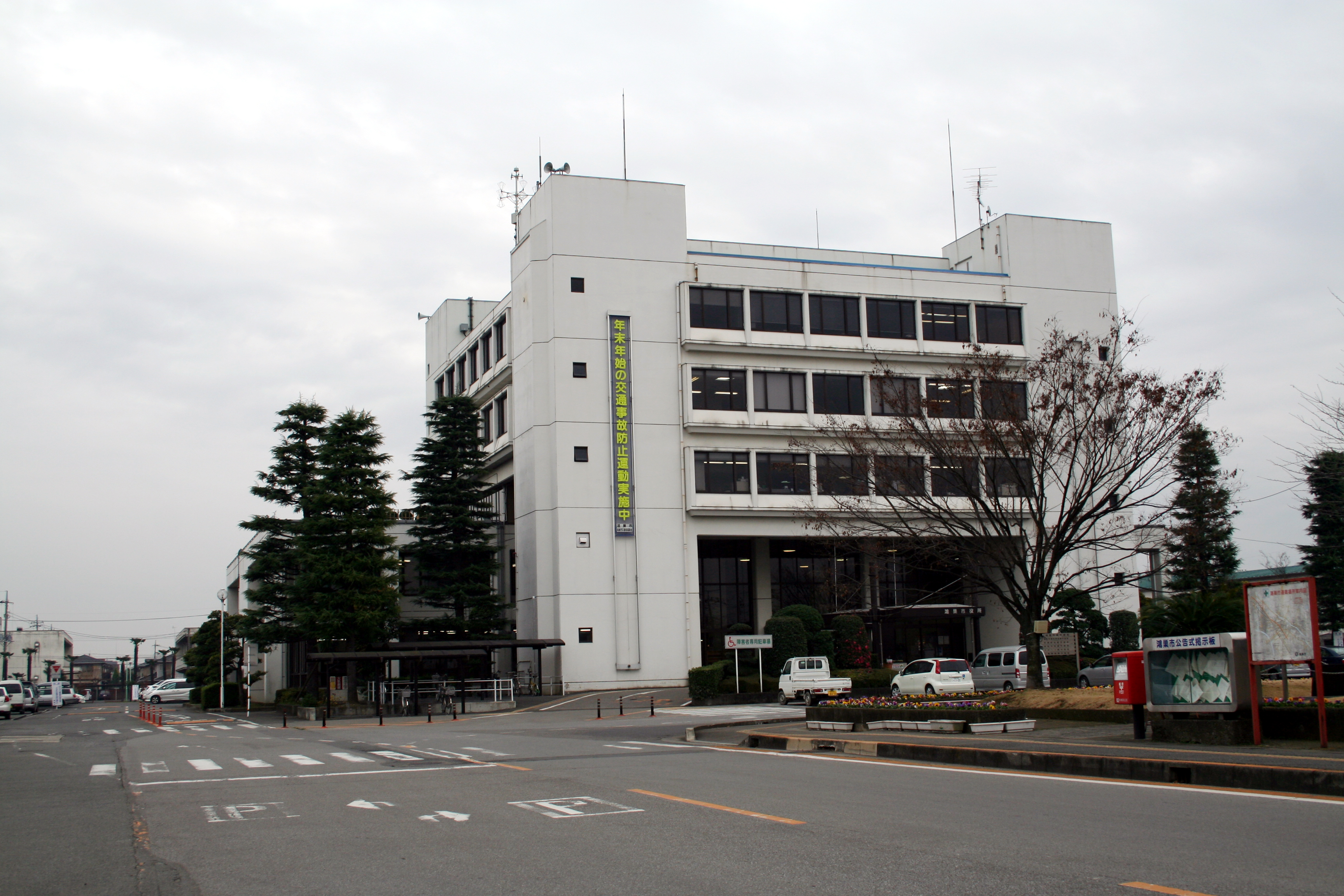
Rathaus von Kōnosu